# The Awakening (EP)
The Awakening là mini album thứ tư của nhóm nhạc nữ Hàn Quốc GFriend. Nó được phát hành vào ngày 6 tháng 3 năm 2017, thông qua Source Music và được phân phối bởi LOEN Entertainment. Album có tổng cộng 6 bài hát, với "Fingertip" là bài hát chủ đề và một bản nhạc không lời cùng tên. Album đạt vị trí số 1 trên Gaon Album Chart, vị trí số 5 trên bảng xếp hạng World Albums của Hoa Kỳ và đã bán được hơn 70,000 bản tính đến tháng 4 năm 2017.

## Bối cảnh và phát hành
The Awakening ra mắt và đứng đầu Gaon Album Chart, trên bảng xếp hạng từ ngày ngày 5 đến 11 tháng 3 năm 2017. Album được xếp ở vị trí số 5 trên bảng xếp hạng cho tháng 3 năm 2017, với 64,802 bản được bán. Album đã bán được hơn 73,492 bản tính đến tháng 4 năm 2017. Mini album cũng xuất hiện ở vị trí số 5 trên bảng xếp hạng World Albums của Hoa Kỳ.
Bốn bài hát từ album đã lọt vào Gaon Digital Chart trong tuần đầu tiên, "Fingertip" ở vị trí số 2, "Hear the Wind Sing" ở vị trí số 34, "Rain in the Spring Time" ở vị trí số 94 và "Please Save My Earth" ở vị trí số 99.

## Danh sách bài hát
| STT              | Nhan đề                                                              | Phổ lời          | Phổ nhạc                   | Biên khúc        | Thời lượng |
| ---------------- | -------------------------------------------------------------------- | ---------------- | -------------------------- | ---------------- | ---------- |
| 1.               | "Hear the Wind Sing" (바람의 노래; Baramui Norae)                    | Megatone Ferdy   | Megatone Ferdy             | Megatone Ferdy   | 3:35       |
| 2.               | "Fingertip"                                                          | Iggy Youngbae    | Iggy Youngbae              | Iggy Youngbae    | 3:30       |
| 3.               | "Contrail" (비행운:飛行雲; Bihaengun)                                | Mafly Keyfly     | Brian Choi 220 Erik Lidbom | Brian Choi 220   | 3:36       |
| 4.               | "Please Save My Earth" (나의 지구를 지켜줘; Naui Jigureul Jikyeojwo) | MIO              | MIO                        | MIO              | 3:11       |
| 5.               | "Rain In the Spring Time" (봄비; Bombi)                              | Mafly Keyfly     | Erik Lidbom Sophia Pae 220 | Erik Lidbom      | 3:28       |
| 6.               | "Crush" (핑; Ping)                                                   | e.one            | e.one                      | e.one            | 3:22       |
| Tổng thời lượng: | Tổng thời lượng:                                                     | Tổng thời lượng: | Tổng thời lượng:           | Tổng thời lượng: | 20:42      |

## Bảng xếp hạng
| Bảng xếp hạng (2017)              | Vị trí cao nhất |
| --------------------------------- | --------------- |
| Album Nhật Bản (Oricon)           | 18              |
| Album Hàn Quốc (Gaon)             | 1               |
| Album Đài Loan (Five Music)       | 2               |
| Album thế giới Hoa Kỳ (Billboard) | 5               |

## Giải thưởng
| Phê bình/Xuất bản | Danh sách                               | Vị trí      | Nguồn |       |
| ----------------- | --------------------------------------- | ----------- | ----- | ----- |
| Dazed             | 20 bài hát K-pop xuất sắc nhất năm 2017 | "Fingertip" | 4     | [ 9 ] |

| Tên bài hát | Tên chương trình   | Ngày phát sóng   |
| ----------- | ------------------ | ---------------- |
| "Fingertip" | The Show (SBS MTV) | 14 tháng 3, 2017 |
| "Fingertip" | The Show (SBS MTV) | 11 tháng 3, 2017 |